# Artemidora maracandaria
Artemidora maracandaria là một loài bướm đêm trong họ Geometridae.